# Le Cercle bleu des Matarèse
Le Cercle bleu des Matarèse (The Matarese Circle) est un roman d'espionnage de l'écrivain américain Robert Ludlum paru en 1979.
Un autre roman du même auteur y fait suite : Le Complot des Matarèse.

## Résumé
Deux vieux agents secrets, exceptionnels, l'un américain et l'autre soviétique se détestent mortellement. Ils sont tous deux suspectés d'avoir assassiné un général de l'état-major du camp adverse presque au même moment. L'un des deux découvre un complot qui menace l'équilibre géopolitique mondial et visant à instaurer un ordre mondial dominé par le groupe occulte des Matarèse qui a déjà une influence sur de nombreux pays du monde. Décidé à arrêter cet ennemi redoutable et ne sachant à qui se fier, il décide de faire équipe avec son ennemi mortel.